# Gouvernement Krišto
Bosnie-Herzégovine
Tegeltija 
Le gouvernement Krišto est le gouvernement de la Bosnie-Herzégovine depuis le 25 janvier 2023. Il est dirigé par la Présidente du conseil Borjana Krišto.

## Formation
Après les élections générales de 2022, une coalition dirigée par l'Alliance des sociaux-démocrates indépendants, l'Union démocratique croate et le Parti social-démocrate est parvenue à un accord sur la formation d'un nouveau gouvernement, désignant Borjana Krišto comme nouvelle présidente du Conseil des ministres. Le 22 décembre, elle est nommée Présidente du Conseil par les membres de la présidence.
La Chambre des représentants a confirmé la nomination de Borjana Krišto le 28 décembre par 23 voix sur 42.
Le Parti d'action démocratique, premier parti en nombre de députés et principal parti représentant les bosniaques, ne fait pas partie du gouvernement. Il est remplacé par le nouveau parti bosniaque Peuple et justice dont les membres sont issus d'une scission survenue en 2018. Cet échec intervient après la défaite de Bakir Izetbegović au siège bosniaque de la présidence collégiale marquant le déclin du SDA.

## Composition
| Fonction                                                                                                 | Titulaire | Titulaire         | Parti   |
| --- | --------- | ----------------- | ------- |
| Présidente du Conseil des ministres                                                                      |           | Borjana Krišto    | HDZ-BiH |
| Vice-président du Conseil des ministres Ministre du Commerce extérieur et des Relations économiques (en) |           | Staša Košarac     | SNSD    |
| Vice-président du Conseil des ministres Ministre de la Défense (bs)                                      |           | Zukan Helez       | SDP BiH |
| Ministre des Affaires étrangères (en)                                                                    |           | Elmedin Konaković | NiP     |
| Ministre des Finances et du Trésor (en)                                                                  |           | Srđan Amidžić     | SNSD    |
| Ministre de la Sécurité (en)                                                                             |           | Nenad Nešić       | DNS     |
| Ministre de la Justice (en)                                                                              |           | Davor Bunoza      | HDZ-BiH |
| Ministre des Affaires civiles (en)                                                                       |           | Dubravka Bošnjak  | HDZ-BiH |
| Ministre de la Communication et des Transports (en)                                                      |           | Edin Forto        | NS      |
| Ministre des Droits de l'homme et des Réfugiés (en)                                                      |           | Sevlid Hurtić     | BHZ     |

### Anciens membres
- Zoran Tegeltija : Vice-président du Conseil des ministres, Ministre des Finances et du Trésor (2022-2023).